# Poison Girls
Poison Girls — британская анархо-панк-группа, образованная в 1976 году в Брайтоне, Англия и своими «вдумчивыми размышлениями на феминистские темы во многом предвосхитившая возникновение riot grrrl-движения». На стиле, имидже и репутации группы существенный отпечаток оставил тот факт, что возглавившая её певица и гитаристка Ви Сабвёрса (англ. Vi Subversa, использовавшая также псевдонимы Vi Squad и Vi Perversa) к моменту образования группы была женщиной средних лет и матерью двоих детей. Основной темой её песенного творчества была — роль женщины в семье и обществе, и раскрывалась она, как правило, с анархистской точки зрения. Кроме Ви в первый состав Poison Girls входили также Ланс Д’Бойл (англ. Lance D'Boyle, ударные), Ричард Фэймос (англ. Richard Famous, гитара, вокал), Нил (англ. Nil, бас-гитара, электроскрипка) и Бернхардт Ребур (англ. Bernhardt Rebours, бас-гитара, синтезатор, фортепиано).

## История группы
Вскоре после образования Poison Girls переехали из Брайтона в графство Эссекс и расквартировалась в Бёрли-хаусе, неподалёку от фермы, где жили участники Crass. Две группы, активно сотрудничая, в течение нескольких лет дали более ста совместных концертов. В конце 1970-х годов оба коллектива стали важной частью Кампании за ядерное разоружение, регулярно выступая на антивоенных благотворительных концертах. В 1979 году (и вновь вместе с Crass) Poison Girls оказались в числе активистов недолго просуществовавшего анархистского Автономного центра Уоппинга. Выпущенный двумя коллективами благотворительный сингл (с песнями «Persons Unknown» Poison Girls и «Bloody Revolutions» Crass) собрал в поддержку движения более 10 тысяч фунтов стерлингов.
Дебютный альбом Hex (1979) был записан продюсером Пенни Римбо; за ним последовал Chappaquiddick Bridge. В музыкальной части эти два релиза (как отмечает Allmusic) были весьма прямолинейны и утончённостью не отличались, интеллектуальные тексты Сабверсы являли им полную противоположность. За концертным альбомом Total Exposure, записанным в Шотландии, Poison Girls в 1982 году выпустили искусно сработанный Where’s the Pleasure, почти полностью посвящённый теме «борьбы полов». К моменту выхода I’m Not a Real Woman EP (1983) группа отошла от панк-рока и вплотную приблизилась к фолк-сцене, используя кельтские мелодии и элементы поп-кабаре. В Songs of Praise появились даже элементы фанк-рока. В конце 1980-х годов группа распалась. В 1996 году вышел четырёхтомный бокс-сет Statement: The Complete Recordings 1977—1989.
Группа создала собственный лейбл X-N-Trix, издательский дом, в котором выпускала собственный журнал Impossible Dream, а также записывающую студию. Poison Girls принимали участие в постановке мюзикла «Aids — The Musical», в сотрудничестве с компанией The Lenya Hobnoobs Theatre Company. Другой их спектакль назывался «Mother Russia was a Lesbian» (1992). В 1995 году Poison Girls реформировались, дав праздничный концерт, которым отметили 60-летие своей вокалистки. Ви Сабверса жила в Испании. Умерла в 2016 году в возрасте 80 лет. Ричард Фэймос работает дизайнером и декоратором.

## Список участников
- Vi Subversa — вокал, гитара
- Richard Famous — гитара, вокал
- Lance d’Boyle — ударные, бэк-вокал (1976—84)
- Bella Donna — бас-гитара (1976—77)
- Pete Fender — бас-гитара (1978, 1984)
- Scott Barker — бас-гитара (1978)
- Bernhardt Rebours — бас-гитара, клавишные, бэк-вокал (1979—81)
- Nil — плёнки (1979—1981)
- Chris Grace — бас-гитара (1982—83)
- Mark Dunn — бас-гитара (1983—84)
- Cynth Ethics (Sian Daniels) — синтезатор, вокал (1983—85)
- Martin Heath — бас-гитара (1984)
- Max Vol — бас-гитара (1984—87)
- Agent Orange — ударные (1984—87)

## Дискография (избранное)
- «Closed Shop/Piano Lessons» (X-N-Trix Records / Small Wonder, 1979, сплит 12" с Fatal Microbes)
- Hex (X-N-Trix, 1979, перевыпущен Crass Records, 1981)
- Persons Unknown (Crass Records, 1980, сплит с Crass, бенефис Wapping Anarchist Centre)
- Chappaquiddick Bridge (Crass Records, 1980, плюс флекси-диск «A Statement»)
- «Bully Boys/Pretty Polly» (бесплатный флекси-диск, #15)
- «All Systems Go!» (Crass Records, 1981)
- Total Exposure (live LP) (X-N-Trix, 1981)
- «Where’s the Pleasure?» (X-N-Trix, 1982)
- «One Good Reason» (Illuminated Records, 1983)
- «Are You Happy Now?» (Illuminated Records, 1983)
- I’m Not A Real Woman (X-N-Trix, 1984)
- 7 Year Scratch (X-N-Trix, 1984, двойной альбом, сборник ранее неиздававшегося материала и концертных записей)
- Songs of Praise (CD Presents,1985)
- The Price of Grain (1985)
- Statement — The Complete Recordings (Cooking Vinyl Records, 1995, бокс-сет, 4 CD)